# آندره کورف
آندره کورف (انگلیسی: André Korff؛ زادهٔ ۱۶ ژوئن ۱۹۷۳) دوچرخه‌سوار اهل آلمان است.